# Industrial Union of Donbas
Industrial Union of Donbas (ISD; Індустріальний союз Донбасу) er en ukrainsk industrikoncern med hovedkvarter i Donetsk. Den omfatter 40 datterselskaber i Ukraine, Ungarn og Polen. Selskabet blev etableret i 1995 og producerer bl.a. stål og stålvarer, jernvarer, koks og er engageret i værftsindustrien.